# D'Vauntes Smith-Rivera
D'Vauntes Smith-Rivera (Indianapolis, 20 dicembre 1992) è un ex cestista statunitense.